# Die Schlager des Monats
Die Schlager des Monats war eine Fernsehshow, die von April 2018 bis Januar 2025 auf dem Mitteldeutschen Rundfunk (MDR) ausgestrahlt wurde.

## Ausstrahlung
Die Schlager des Monats wurden seit 2019 in der Regel am ersten Freitag jeden Folgemonats um 20:15 Uhr im MDR ausgestrahlt. 2018 erfolgte die Ausstrahlung mit einer Ausnahme immer am letzten Freitag eines jeden Monats. Einzige Ausnahme bildete die Septemberausgabe 2018, die aufgrund der Liveübertragung der Goldenen Henne 2018 eine Woche versetzt ausgestrahlt wurde. Die Moderation erfolgte zu Beginn durch Bernhard Brink. Der Titelsong 100 Millionen Volt wurde von Simon Allert und Christian Bömkes geschrieben, durch Henning Verlage produziert sowie durch Brink interpretiert. Am 17. Januar 2020 präsentierte man in der Sonderausgabe Die Schlagercharts erstmals eine Ausgabe mit den Jahrescharts des vergangenen Jahres. Im Februar 2023 wurde Brink durch Christin Stark als Moderatorin abgelöst. In der Ausgabe vom Juli 2023 wurde Stark durch Peter Heller vertreten, da diese kurzfristig erkrankte. Im Januar 2025 wurde die letzte Folge ausgestrahlt. Nach zwei Monaten Pause wurde die Show mit einem neuen Konzept als Die Schlagerhitparade fortgeführt.

## Inhalt
Die Schlager Top 50 wurden in mehreren Schnelldurchläufen – während vereinzelte Musikvideos platzierter Künstler gespielt werden – präsentiert. Neben den offiziellen Schlagercharts als Top-50-Hitparade beinhaltet die Sendung zwischen den vorgestellten Platzierungen weitere Rubriken, in denen auch abseits der Musikcharts der Blick rund um die Welt des Schlagers gelegt wird. Seit 2020 werden in einer Sonderausgabe auch die Jahrescharts – unter dem Titel Die Schlagercharts – im Januar eines jeden Jahres präsentiert. In den Jahren 2018 bis 2022 präsentierte man die monatlichen Schlager-Albumcharts ermittelt durch GfK Entertainment, 2023 änderte man das Konzept und publizierte fortan die monatlichen Konservativ Pop Airplaycharts ermittelt durch MusicTrace.
Spitzenreiter und Studiogäste
Brink empfing in den ersten Sendungen zumeist einen Studiogast, ab der sechsten Ausgabe empfing Brink in der Regel zwei Studiogäste pro Ausgabe. Zwischen Oktober 2018 und den Jahrescharts 2022 war Mathias Giloth – der Geschäftsführer der GfK – regelmäßig zu Gast und informierte über die Neuerscheinungen des Folgemonats sowie einige Chartstatistiken. Bis zur sechsten Folge übermittelte Giloth diese Informationen in einem Einspieler.
| Folge | Datum              | Spitzenreiter                                                               | Studiogäste                                                         |
| ----- | ------------------ | --------------------------------------------------------------------------- | ------------------------------------------------------------------- |
| 1     | 27. April 2018     | Fantasy – Das Beste von Fantasy                                             | Beatrice Egli                                                       |
| 2     | 25. Mai 2018       | Helene Fischer – Helene Fischer                                             | Yannick Bovy und Uwe Busse                                          |
| 3     | 29. Juni 2018      | Helene Fischer – Helene Fischer (2)                                         | Michelle                                                            |
| 4     | 27. Juli 2018      | Eloy de Jong – Kopf aus – Herz an                                           | Die Amigos                                                          |
| 5     | 31. August 2018    | Vanessa Mai – Schlager                                                      | Kerstin Ott                                                         |
| 6     | 5. Oktober 2018    | Kerstin Ott – Mut zur Katastrophe                                           | Anita & Alexandra Hofmann und Christin Stark                        |
| 7     | 26. Oktober 2018   | Maite Kelly – Die Liebe siegt sowieso                                       | Inka Bause und Sotiria                                              |
| 8     | 30. November 2018  | Maite Kelly – Die Liebe siegt sowieso (2)                                   | Feuerherz und Dominique Lacasa                                      |
| 9     | 4. Januar 2019     | Wolfgang Petry – Genau jetzt!                                               | Olaf Berger und DJ Ötzi                                             |
| 10    | 8. Februar 2019    | DJ Ötzi – 20 Jahre DJ Ötzi – Party ohne Ende                                | Eloy de Jong und Francine Jordi                                     |
| 11    | 1. März 2019       | Kerstin Ott – Mut zur Katastrophe (2)                                       | Daniela Alfinito und Ross Antony                                    |
| 12    | 5. April 2019      | Roland Kaiser – Alles oder dich                                             | Marina Marx und Ireen Sheer                                         |
| 13    | 3. Mai 2019        | Andrea Berg – Mosaik                                                        | Veronika Fischer, Vincent Gross und Stereoact                       |
| 14    | 7. Juni 2019       | Andrea Berg – Mosaik (2)                                                    | Maximilian Arland und Ben Zucker                                    |
| 15    | 5. Juli 2019       | Ben Zucker – Wer sagt das?!                                                 | Beatrice Egli (2) und Semino Rossi                                  |
| 16    | 2. August 2019     | Semino Rossi – So ist das Leben                                             | Sonia Liebing und Patrick Lindner                                   |
| 17    | 30. August 2019    | Helene Fischer – Helene Fischer Live – Die Stadion-Tour                     | Die Amigos (2) und Oonagh                                           |
| 18    | 4. Oktober 2019    | Fantasy – Casanova                                                          | Fantasy und Marie Wegener                                           |
| 19    | 1. November 2019   | Matthias Reim – MR20                                                        | Nicole und Giovanni Zarrella                                        |
| 20    | 6. Dezember 2019   | Kerstin Ott – Ich muss dir was sagen                                        | Kerstin Ott (2) und Matthias Reim                                   |
| 21    | 3. Januar 2020     | Kerstin Ott – Ich muss dir was sagen (2)                                    | Daniela Alfinito (2) und Katharina Herz                             |
| 22    | 31. Januar 2020    | Daniela Alfinito – Liebes-Tattoo                                            | Ross Antony (2) und Christian Lais                                  |
| 23    | 6. März 2020       | Giovanni Zarrella – La vita è bella                                         | Ute Freudenberg und Julia Lindholm                                  |
| 24    | 3. April 2020      | Marianne Rosenberg – Im Namen der Liebe                                     | Ben Zucker (2)                                                      |
| 25    | 1. Mai 2020        | Ramon Roselly – Herzenssache                                                | Ramon Roselly und Marianne Rosenberg                                |
| 26    | 5. Juni 2020       | Ramon Roselly – Herzenssache (2)                                            | Anni Perka und Die Schlagerpiloten                                  |
| 27    | 3. Juli 2020       | Thomas Anders & Florian Silbereisen – Das Album                             | Die Amigos (3) und Christin Stark (2)                               |
| 28    | 7. August 2020     | Fantasy – 10.000 bunte Luftballons                                          | Fantasy (3) und Marina Marx (3)                                     |
| 29    | 4. September 2020  | Olaf der Flipper – Fiesta                                                   | Anita & Alexandra Hofmann (2), Eloy de Jong (2) und Kerstin Ott (3) |
| 30    | 9. Oktober 2020    | Kerstin Ott – Ich muss dir was sagen (3)                                    | Annemarie Eilfeld und Sonia Liebing (2)                             |
| 31    | 6. November 2020   | Thomas Anders & Florian Silbereisen – Das Album (2)                         | Inka Bause (2) und Michelle (2)                                     |
| 32    | 4. Dezember 2020   | Thomas Anders & Florian Silbereisen – Das Album (3)                         | Ross Antony (3), Ute Freudenberg (2) und Anna-Maria Zimmermann      |
| 33    | 8. Januar 2021     | Helene Fischer – Die Helene Fischer Show – Meine schönsten Momente (Vol. 1) | Daniela Alfinito (3) und Uta Bresan                                 |
| 34    | 5. Februar 2021    | Daniela Alfinito – Splitter aus Glück                                       | Vincent Gross (2), Julia Lindholm (2) und René Ulbrich              |
| 35    | 5. März 2021       | Andrea Berg – In Liebe                                                      | Marina Marx (4), Stereoact (2) und Karsten Walter (2)               |
| 36    | 9. April 2021      | Maite Kelly – Hello!                                                        | Nino de Angelo und Maite Kelly                                      |
| 37    | 7. Mai 2021        | Giovanni Zarrella – Ciao!                                                   | Tanja Lasch, Vanessa Katharina und Giovanni Zarrella (3)            |
| 38    | 4. Juni 2021       | Giovanni Zarrella – Ciao!                                                   | Laura & Mark, Ramon Roselly (3) und Laura Wilde                     |
| 39    | 9. Juli 2021       | Calimeros – Bahama Sunshine                                                 | Olaf Berger (2), Nik P. und Anja Wendzel                            |
| 40    | 6. August 2021     | Ramon Roselly – Lieblingsmomente                                            | Die Amigos (4), Francine Jordi (2) und Timo                         |
| 41    | 3. September 2021  | Die Schlagerpiloten – Blue Hawaii                                           | Ross Antony (4), Kevin Brain Smith und Anna-Carina Woitschack       |
| 42    | 8. Oktober 2021    | Beatrice Egli – Alles was du brauchst                                       | Kerstin Ott (5), Eric Philippi und Zwei wie eins                    |
| 43    | 5. November 2021   | Helene Fischer – Rausch                                                     | Gina Brese                                                          |
| 44    | 3. Dezember 2021   | Helene Fischer – Rausch (2)                                                 | Howard Carpendale, Frank Cordes und Tom Niklas                      |
| 45    | 7. Januar 2022     | Helene Fischer – Rausch (3)                                                 | Alex Engel & Bianca, Romy Kirsch und Ireen Sheer (2)                |
| 46    | 4. Februar 2022    | Daniela Alfinito – Löwenmut                                                 | Jenice, Stereoact (3) und Anna-Carina Woitschack (2)                |
| 47    | 11. März 2022      | Fantasy – Lieder unseres Lebens                                             | Fantasy (4), Matthias Reim (2) und Anthony Weihs                    |
| 48    | 1. April 2022      | Semino Rossi – Heute hab ich Zeit für dich                                  | Mariella Milana, Vincent Gross (3) und Semino Rossi (2)             |
| 49    | 29. April 2022     | Bianca – Wege des Glaubens                                                  | Charlien, Julian Reim und Ramon Roselly (4)                         |
| 50    | 3. Juni 2022       | Calimeros – Sommersterne                                                    | Michelle (3) und René Ulbrich (2)                                   |
| 51    | 1. Juli 2022       | Bianca – Die Rosen der Madonna                                              | Julian David, Linda Hesse und Damiano Maiolini                      |
| 52    | 5. August 2022     | Andrea Berg – Ich würd’s wieder tun                                         | Sina Anastasia, Tim Peters und Zweii                                |
| 53    | 2. September 2022  | Andrea Berg – Ich würd’s wieder tun                                         | Lucas Cordalis, Patrick Himmel und Tanja Lasch (2)                  |
| 54    | 30. September 2022 | Roland Kaiser – Perspektiven                                                | Eloy de Jong (3), Marie Reim und Sophia Venus                       |
| 55    | 4. November 2022   | Helene Fischer – Rausch (4)                                                 | Olaf Berger (3), Caro Conrad und Ben Zucker (3)                     |
| 56    | 9. Dezember 2022   | Helene Fischer – Rausch (5)                                                 | Romy Mayer                                                          |
| 57    | 6. Januar 2023     | Udo Jürgens – Da capo, Udo Jürgens – Stationen einer Weltkarriere           | Barbara Burnett, Fantasy (5) und Vincent Gross (4)                  |

| Folge | Datum             | Spitzenreiter                                            | Studiogäste                                                        |
| ----- | ----------------- | -------------------------------------------------------- | ------------------------------------------------------------------ |
| 58    | 3. Februar 2023   | Thomas Anders & Florian Silbereisen – Alles wird gut     | Senta-Sofia Delliponti, Kevin Neon und Ramon Roselly (5)           |
| 59    | 3. März 2023      | Maite Kelly – Ich brauch einen Mann                      | Michael Corda & Silvano Giganti, Mark Keller und Sonia Liebing (3) |
| 60    | 14. April 2023    | Wolkenfrei (Vanessa Mai) – Uns gehört die Welt           | Saskia Lepin, Celina Mars und Semino Rossi (3)                     |
| 61    | 5. Mai 2023       | Beatrice Egli – Neuanfang                                | Laura Angela, Ute Freudenberg (3) und Anna-Carina Woitschack (3)   |
| 62    | 2. Juni 2023      | Howard Carpendale – Du bist das Letzte …                 | Julezz, Patrick Lindner (2) und Marina Marx (6)                    |
| 63    | 30. Juni 2023     | Wolkenfrei (Vanessa Mai) – Selfie von heut Nacht         | Ross Antony (5), Engel 07 und Claudia Jung                         |
| 64    | 4. August 2023    | Beatrice Egli – Balance                                  | Vincent Gross (5), Christian Lais (2) und Mandy Mettbach           |
| 65    | 1. September 2023 | Beatrice Egli – Balance (2)                              | Madlen Rausch, Julian Reim (2) und Laura Wilde (2)                 |
| 66    | 6. Oktober 2023   | Eloy de Jong – Immer wieder wir                          | Die Schlagerpiloten (3), WIRsindWIR und Sarah Zucker               |
| 67    | 3. November 2023  | Howard Carpendale – Warum tanzt du so allein             | Alexandra Hofmann (3), Sonia Liebing (4) und Florian Stölzel       |
| 68    | 1. Dezember 2023  | Maite Kelly – Das tut sich doch keiner freiwillig an     | Eloy de Jong (4), Tanja Lasch (3) und Nicci Schubert               |
| 69    | 5. Januar 2024    | Maite Kelly – Das tut sich doch keiner freiwillig an (2) | Daniela Alfinito (4), Olaf Berger (4) und Luna Klee                |
| 70    | 2. Februar 2024   | Christin Stark – Sag wann                                | Annemarie Eilfeld (2) und Jordan Hanson                            |
| 71    | 8. März 2024      | Beatrice Egli – Du, du, du                               | Fantasy (6), Nina Monschein und Marie Reim (2)                     |
| 72    | 5. April 2024     | Beatrice Egli – Du, du, du (2)                           |                                                                    |
| 73    | 3. Mai 2024       | Howard Carpendale – Ich fühl wie du                      |                                                                    |
| 74    | 31. Mai 2024      | Sonia Liebing – Ich wünsche dir                          |                                                                    |
| 75    | 28. Juni 2024     | Sarah Zucker – Verlieb mich                              |                                                                    |
| 76    | 2. August 2024    | Andrea Berg – Sag niemals nie                            |                                                                    |
| 77    | 6. September 2024 | Bernhard Brink – Nicht einmal der Himmel                 |                                                                    |
| 78    | 4. Oktober 2024   | Howard Carpendale – Wovon träumst du                     |                                                                    |
| 79    | 1. November 2024  | Maite Kelly – Wer lieben will, muss fühlen               |                                                                    |
| 80    | 29. November 2024 | Roland Kaiser – Ich werde da sein                        |                                                                    |
| 81    | 3. Januar 2025    | Thomas Anders & Florian Silbereisen – Sie!               |                                                                    |

| Folge | Datum           | Spitzenreiter                                   | Studiogäste                                                                                  |
| ----- | --------------- | ----------------------------------------------- | -------------------------------------------------------------------------------------------- |
| 1     | 17. Januar 2020 | Andrea Berg – Mosaik                            | G. G. Anderson, Fantasy (2), Marina Marx (2) und Giovanni Zarrella (2)                       |
| 2     | 1. Januar 2021  | Thomas Anders & Florian Silbereisen – Das Album | Andreas Fischer, DJ Herzbeat, Kerstin Ott (4), Ramon Roselly (2) und Die Schlagerpiloten (2) |
| 3     | 21. Januar 2022 | Helene Fischer – Rausch                         | Daniela Alfinito (4), Alex Engel & Bianca (2), Roland Eberhart und Karsten Walter (3)        |
| 4     | 27. Januar 2023 | Helene Fischer – Rausch (2)                     | Marina Marx (5) und Ireen Sheer (3)                                                          |

Videopremiere
Während der „Videopremiere“ präsentiert die Musiksendung eins bis zwei neue Musikvideos, die im laufenden Monat veröffentlicht wurden.
„Schlagergeburtstage“
Bei den „Schlagergeburtstagen des Monats“ werden die Musiker präsentiert, die im Monat der aktuellen Ausgabe ihren Geburtstag feierten.
„Backstage-Reportage“
Während der „Backstage-Reportage“ berichtet Peter Heller hinter den Kulissen von Schlager-Events.
„Klatsch & Tratsch“
In der Rubrik „Klatsch & Tratsch“ beschäftigt sich die Musiksendung mit Neuigkeiten abseits der Musik wie unter anderem von neuen Liebespaaren, Trennungen oder sonstigen Neuigkeiten rund um die Welt des Schlagers.
„Evergreen des Monats“
Für den „Evergreen des Monats“ werden monatlich drei Schlager zur Auswahl gestellt, für die das Publikum bis zur Ausstrahlung einer neuen Sendung per Internetabstimmung voten können. Der Gewinner wird in der jeweils nächsten Sendung präsentiert. Letztmals konnten die Zuschauer in der Ausgabe vom Dezember 2020 für einen „Evergreen des Monats“ abstimmen. Die Rubrik wurde im Zuge der neuen MDR-Musikshow Eure Musikwünsche! eingestellt.
| Folge | Datum             | Evergreen #1                                                 | Evergreen #2                                                               | Evergreen #3                                         |
| ----- | ----------------- | ------------------------------------------------------------ | -------------------------------------------------------------------------- | ---------------------------------------------------- |
| 5     | 31. August 2018   | G. G. Anderson – Sommernacht in Rom                          | Perl – Zeit, die nie vergeht                                               | Purple Schulz – Verliebte Jungs                      |
| 6     | 5. Oktober 2018   | Hoffmann & Hoffmann – Himbeereis zum Frühstück               | Nana Mouskouri – Guten Morgen, Sonnenschein                                | Monika Herz – Kleiner Vogel                          |
| 7     | 26. Oktober 2018  | Gitte Haenning – Freu’ dich bloß nicht zu früh               | Roland Kaiser – Santa Maria                                                | Ute Freudenberg – Jugendliebe                        |
| 8     | 30. November 2018 | Olaf Berger – Es brennt wie Feuer                            | Die Flippers – Die rote Sonne von Barbados                                 | Nicki – Wegen dir                                    |
| 9     | 4. Januar 2019    | Peter Cornelius – Du entschuldige – i kenn’ di               | Karat – Blauer Planet                                                      | Volker Lechtenbrink – Ich mag                        |
| 10    | 8. Februar 2019   | Jiří Korn – Ivetta                                           | Frank Schöbel – Gold in deinen Augen                                       | Rex Gildo – Fiesta Mexicana                          |
| 11    | 1. März 2019      | Münchener Freiheit – So lang’ man Träume noch leben kann     | Erste Allgemeine Verunsicherung – Küss’ die Hand, schöne Frau              | IC Falkenberg – Dein Herz                            |
| 12    | 5. April 2019     | Gerd Christian – Sag ihr auch                                | Paola Felix – Blue Bayou                                                   | Karel Gott – Babička                                 |
| 13    | 3. Mai 2019       | Rudi Carrell – Wann wirds mal wieder richtig Sommer          | Juliane Werding – Wenn du denkst, du denkst, dann denkst du nur, du denkst | Peter Albert – Dreh dich nicht mehr um               |
| 14    | 7. Juni 2019      | Bernhard Brink – Ich wär’ so gern wie du                     | Andreas Holm – Concita Fererez                                             | Dschinghis Khan – Hadschi Halef Omar                 |
| 15    | 5. Juli 2019      | Markus – Kleine Taschenlampe brenn’                          | Tommy Steiner – Die Fischer von San Juan                                   | Jörg Hindemith – Bitte, bitte, Hanni                 |
| 16    | 2. August 2019    | Wind – Laß die Sonne in dein Herz                            | Possenspiel – Sommer, Sonne, Sonnenbrand                                   | G. G. Anderson – Sommer, Sonne, Cabrio               |
| 17    | 30. August 2019   | Ivan Rebroff – Kalinka                                       |                                                                            | [ 29 ]                                               |
| 18    | 4. Oktober 2019   |                                                              |                                                                            |                                                      |
| 19    | 1. November 2019  | Petra Zieger – Das Eis taut                                  | Peter Maffay – Tiefer                                                      | Claudia Jung – Stumme Signale                        |
| 20    | 6. Dezember 2019  | Jürgen Marcus – Ein Lied zieht hinaus in die Welt            | Regina Thoss – Die Liebe ist ein Haus                                      | Nina & Mike – Paloma Blanca                          |
| 21    | 3. Januar 2020    | Herbert Roth – Auf der Oberhofer Höh                         | Vico Torriani – Zwei Spuren im Schnee                                      | Eberhard Hertel – Der Schneewalzer                   |
| 22    | 31. Januar 2020   |                                                              |                                                                            |                                                      |
| 23    | 6. März 2020      |                                                              |                                                                            |                                                      |
| 24    | 3. April 2020     | Ina Maria Federowski – Man lernt nie aus                     | Hoffmann & Hoffmann – Alles, was ich brauche, bist du (66 %)               | Katja Ebstein – Abschied ist ein bißchen wie Sterben |
| 25    | 1. Mai 2020       | Ibo – Ibiza (61 %)                                           | G. G. Anderson – Am weißen Strand von San Angelo                           | Rote Gitarren – Weißes Boot                          |
| 26    | 5. Juni 2020      | Peter Tschernig – Taxi 408                                   | Truck Stop – Der wilde, wilde Westen                                       | Jonny Hill – Ruf’ Teddybär eins-vier (64 %)          |
| 27    | 3. Juli 2020      | Andreas Martin – Du bist alles (Maria, Maria)                | Ljubka Dimitrovska – Rosen aus Sarajevo                                    | Ulli Schwinge – Ein Augenblick (66 %)                |
| 28    | 7. August 2020    | Toto Cutugno – Serenata                                      | Ricchi e Poveri – Mama Maria                                               | Al Bano & Romina Power – Felicità (59 %)             |
| 29    | 4. September 2020 | Wind – Für alle                                              | Ekki Göpelt – Frag Frau Schmidt (55 %)                                     | Heike Schäfer – Die Glocken von Rom                  |
| 30    | 9. Oktober 2020   | Monika Herz – Charlie, ade (70 %)                            | Michael Holm – Mußt Du jetzt gerade gehen, Lucille?                        | Gaby Baginsky – Mein Charly                          |
| 31    | 6. November 2020  | Stephan Remmler – Keine Sterne in Athen (3-4-5 × in 1 Monat) | Roger Whittaker – Ein bisschen Aroma (66 %)                                | Olaf Berger – Regen fiel ins Paradies                |
| 32    | 4. Dezember 2020  | Peter Maffay – So bist du                                    | Frank Schöbel – Kristina (73 %)                                            | Manuel & Pony – Das Lied von Manuel                  |
| 33    | 8. Januar 2021    | Lena Valaitis – Ein schöner Tag                              | Gunter Gabriel – Komm’ unter meine Decke                                   | Jürgen Walter – Schalala Schalali (65 %)             |

„Hit des Monats“
Für den „Hit des Monats“ werden monatlich drei Schlager zur Auswahl gestellt, für die das Publikum bis zur Ausstrahlung einer neuen Sendung per Internetabstimmung abstimmen kann. Der Gewinner wird in der jeweils nächsten Sendung präsentiert. Die Rubrik konzentriert sich auf Interpreten und Titel, die nicht in den Schlager Top 50 platziert sind. Am Ende des Jahres erfolgt ein Votum für den „Hit des Jahres“, bei dem alle Monatsgewinner zur Auswahl stehen. Den ersten „Hit des Jahres“ für das Jahr 2021 gewann das Duett Ich fühl mich wie im Himmel von Alex Engel und Bianca.
Am 9. April 2021 entfiel die Auswertung, weil durch automatisierte Stimmabgaben das Ergebnis verfälscht wurde. Die Auswertung wurde neu gestartet und zur nächsten Sendung ausgewertet. Bei der Abstimmung für den Monat Juli 2022 trennten die Erstplatzierte Sina Anastasia und das Duo Zweii lediglich 20 Stimmen, deshalb entschied sich die Redaktion, beide ins Studio einzuladen. Die Abstimmung für den Monat Mai 2023 wurde aufgrund eines Manipulationsverdachts abgebrochen. Die zur Auswahl stehende Julezz wurde dennoch ins Studio eingeladen. Die Rubrik wurde nach dem Manipulationsverdacht eingestellt.
| Folge | Datum              | Hit #1                                                    | Hit #2                                                   | Hit #3                                                                    |
| ----- | ------------------ | --------------------------------------------------------- | -------------------------------------------------------- | ------------------------------------------------------------------------- |
| 34    | 5. Februar 2021    | Mike Leon Grosch – Nicht mal eine Stunde                  | Linda – Juwel                                            | René Ulbrich – Holijadijahoo (63 %)                                       |
| 35    | 5. März 2021       | Noel Terhorst – Ich vermiss dich (59 %)                   | Lisa Bund – Mein Wunder                                  | Laura Hessler & Pat – Wenn mich die Ganze Welt für dämlich hält           |
| 37    | 7. Mai 2021        | Vanessa Katharina – Fast Perfekt (48 %)                   | André Busse – Wir feiern das Leben                       | Vivien Gold – Unerträglich                                                |
| 38    | 4. Juni 2021       | Daniel Sommer – Dafür sind Freunde da                     | Saskia Leppin – Es hört niemals auf                      | Laura & Mark – Liebe in der Luft (56 %)                                   |
| 39    | 9. Juli 2021       | Zeitflug – Bleib doch                                     | Just Dimi – Beat deines Lebens                           | Anja Wendzel – Sommerregen (44 %)                                         |
| 40    | 6. August 2021     | Paulina Wagner – Vielleicht verliebt                      | Timo – Dieser Zug ist abgefahren (39 %)                  | Yasmin Marie – Feuer und Flamme                                           |
| 41    | 3. September 2021  | Natalie Lament – Du bist perfekt                          | Kevin Brain Smith – 1000 Kilometer Freiheit (58 %)       | Laura Hessler – Ich will kein Spiel für Dich sein                         |
| 42    | 8. Oktober 2021    | Herzbeben – Uns gehört die Welt                           | Torben Klein – Heu in deinen Haaren                      | Zwei wie eins – Zwei wie eins (61 %)                                      |
| 43    | 5. November 2021   | Timo – Rosa Elefant                                       | 2 Welten – Nur lieben                                    | Gina Brese – Fühl dich frei (48 %)                                        |
| 44    | 3. Dezember 2021   | Charlotte – Dinner in Paris                               | Tom Niklas – Einfach so (43 %)                           | Maria Bonelli – Du bist perfekt                                           |
| 45    | 7. Januar 2022     | Michele Joy – So wie du bist                              | Alex Engel & Bianca – Ich fühl mich wie im Himmel (45 %) | Daniel Johnson – Lass uns leben                                           |
| 46    | 4. Februar 2022    | Patricia Larrass – Herzüberfall                           | Sebastian von Mletzko – Wenn du dich traust              | Jenice – Engel gegen Teufel (42 %)                                        |
| 47    | 11. März 2022      | Marie Winter – Liebeszitat                                | Anthony Weihs – Unser Moment (56 %)                      | Antonia Kubas – Ein Stück vom Himmel                                      |
| 48    | 1. April 2022      | Jelfi. – Wenn du es los lässt                             | Mariella Milana – Wunderkerze (50 %)                     | Nina Monschein – Was wenn                                                 |
| 49    | 2. Mai 2022        | Charlien – Fühlst du nichts (48 %)                        | Chriss Reiser – Alles wird gut                           | Pia-Sophie – Ewig                                                         |
| 50    | 3. Juni 2022       | Davin Herbrüggen – Irgendwann, irgendwo                   | Alisha – Nicht für eine Nacht                            | Dennis Wilms – Kein Plan (52 %)                                           |
| 51    | 1. Juli 2022       | Maria Levin – Endlich richtig sein                        | Damiano Maiolini – Solo tu (50 %)                        | Yamin Hutchins – Angekommen                                               |
| 52    | 5. August 2022     | Sina Anastasia – Spiel mit Feuer (48 %)                   | Alexander Jahnke – Unendlich                             | Zweii – Zauber einer Sommernacht                                          |
| 53    | 2. September 2022  | Vanessa Dollinger – Feuerwerk                             | Patrick Himmel – Summertime Is Partytime (46 %)          | Maria Linda – Adrenali                                                    |
| 54    | 30. September 2022 | Sophia Venus – Du bist das was ich für Liebe halte (73 %) | Daniel Johnson – Besser geht nicht                       | Julia Bender – Taxi nach Paris                                            |
| 55    | 4. November 2022   | Safiya – Alles klar                                       | Caro Conrad feat. Fio – Nur mit dir (50 %)               | Misha Kovar – Immer wenn du mein Herz berührst                            |
| 56    | 9. Dezember 2022   | Romy Mayer – Alles ist möglich (50 %)                     | Die Junx – Wunderaugen                                   | Whitney Winter – Signal auf rot                                           |
| 57    | 6. Januar 2023     | Julius Faehndrich – Hoffnung                              | Barbara Burnett – Luftschloss (57 %)                     | Julian Haag – Mein Lieblingsmovie                                         |
| 58    | 3. Februar 2023    | Antje Klann – Jede Nacht mit dir ist Wahnsinn             | Kevin Neon – Ballett (51 %)                              | Caro Herz – Wahre Liebe                                                   |
| 59    | 3. März 2023       | Nico Names – Halt mich                                    | Diana Maria Krieger – Wieder mal                         | Michael Corda & Silvano Giganti – Wenn er sagt er liebt dich nicht (74 %) |
| 60    | 14. April 2023     | Denise Repolusk – Hurricane                               | Iris Mareike Steen – Haltlos                             | Celina Mars – Aus und vorbei (50 %)                                       |
| 61    | 5. Mai 2023        | Daniel Lopes – Yo siento                                  | Laura Angela – Schatten der Nacht (41 %)                 | Die Schlagerboys – 24 Stunden                                             |
| 61    | 2. Juni 2023       | Mandy Mettbach – Verdammt gefährlich                      | Engel 07 – Wahnsinnig                                    | Julezz – Ich küsse wen ich will                                           |

„Stark und Neu“
Die Rubrik „Stark und Neu“ wurde mit der Ausgabe Juni 2023 eingeführt. Hierbei werden aktuelle Titel und neue „Talente“ vorgestellt, wobei die Talente auch als Studiogäste eingeladen werden. Die ersten Gäste waren die Schlager-Girlgroup Engel 07.

## Auszeichnungen
- smago! Award
  - 2021: „Bestes monatliches TV-Format“[93]

## Trivia
Vom 25. April 1963 bis zum 19. März 1964 strahlte bereits das Zweite Deutsche Fernsehen (ZDF) – jeweils am letzten Donnerstag jeden Monats – eine Musiksendung mit dem Titel Schlager des Monats aus. Hierbei wurden die „beliebtesten Melodien“ aus Fachzeitschriften, dem Schallplatten-Umsatz, dem Notenverkauf und durch Schlagerparaden deutscher und ausländischer Rundfunkanstalten ermittelt.